# Andy King
Andrew Philip King (Maidenhead, 1988. október 29. –) walesi válogatott labdarúgó, jelenleg a Bristol City játékosa.
Ő az egyetlen futballista, aki ugyanazzal a csapattal bajnok lett az angol harmad-, másod- és első osztályban is, mivel a Leicester játékosa volt 2009-ben, 2014-ben és 2016-ban is.

## Sikerei, díjai
- Leicester City
  - Premier League bajnok: 2015-16
  - Championship bajnok: 2013-14
  - League One bajnok: 2008-09

## Statisztikái

### Klub
| Évad           | Klub     | Bajnokság      | Bajnokság | Bajnokság | FA Kupa | FA Kupa | Ligakupa | Ligakupa | Egyéb | Egyéb | Összesen | Összesen |
| Évad           | Klub     | Osztály        | Mérk.     | Gól       | Mérk.   | Gól     | Mérk.    | Gól      | Mérk, | Gól   | Mérk.    | Gól      |
| -------------- | -------- | -------------- | --------- | --------- | ------- | ------- | -------- | -------- | ----- | ----- | -------- | -------- |
| Leicester City | 2007–08  | Championship   | 11        | 1         | 1       | 0       | 0        | 0        | —     | —     | 12       | 1        |
| Leicester City | 2008–09  | League One     | 45        | 9         | 4       | 1       | 2        | 1        | 3     | 0     | 54       | 11       |
| Leicester City | 2009–10  | Championship   | 43        | 9         | 1       | 1       | 1        | 0        | 2     | 1     | 47       | 11       |
| Leicester City | 2010–11  | Championship   | 45        | 15        | 2       | 1       | 3        | 0        | —     | —     | 50       | 16       |
| Leicester City | 2011–12  | Championship   | 30        | 4         | 1       | 0       | 1        | 0        | —     | —     | 32       | 4        |
| Leicester City | 2012–13  | Championship   | 42        | 7         | 2       | 0       | 2        | 0        | 2     | 0     | 48       | 7        |
| Leicester City | 2013–14  | Championship   | 30        | 4         | 1       | 0       | 2        | 0        | —     | —     | 33       | 4        |
| Leicester City | 2014–15  | Premier League | 24        | 2         | 1       | 0       | 1        | 0        | —     | —     | 26       | 2        |
| Leicester City | 2015–16  | Premier League | 23        | 1         | 2       | 0       | 2        | 1        | —     | —     | 27       | 2        |
| Összesen       | Összesen | Összesen       | 293       | 52        | 15      | 3       | 14       | 2        | 7     | 1     | 329      | 58       |

### Válogatott
| Válogatott | Év       | Mérk. | Gól |
| ---------- | -------- | ----- | --- |
| Wales      | 2009     | 3     | 0   |
| Wales      | 2010     | 3     | 1   |
| Wales      | 2011     | 5     | 0   |
| Wales      | 2012     | 4     | 0   |
| Wales      | 2013     | 8     | 1   |
| Wales      | 2014     | 5     | 0   |
| Wales      | 2015     | 4     | 0   |
| Összesen   | Összesen | 32    | 2   |